# 骨儀
骨 儀（こつ ぎ、生年不詳 - 617年）は、隋の官僚。本貫は京兆郡長安県。または天竺の胡人であるという。

## 経歴
その性格は剛直で、その意志は堅固であった。開皇元年（581年）、隋が建国されると、骨儀は侍御史となり、その法による処断は公平で、権勢家の利害を避けることもなかった。仁寿4年（604年）、煬帝が即位すると、骨儀は尚書右司郎に転じた。大業年間、朝政は乱れて賄賂が横行し、およそ枢要の職にある者は、貴賤を問わず、家に金銀財宝を重ねていた。天下の士大夫で変節しない者のない有様だったが、骨儀は志を励まして常態を守り、断固として孤立していた。煬帝は骨儀の清貧を嘉して、京兆郡丞に抜擢した。
隋末にあって刑部尚書の衛玄が京兆郡内史を兼領し、不正が行われると、骨儀によって正されることとなった。衛玄はこれを不都合としていたが、骨儀を傷つけることはできなかった。大業13年（617年）、唐軍が関中に入ると、衛玄は禍の及ぶのを恐れて、老病と称して事務に関与しなくなった。骨儀は陰世師とともに長安を守ろうとしたが、敗れた。骨儀父子は処刑され、その後嗣は絶えた。

## 伝記資料
- 『隋書』巻39 列伝第4
- 『北史』巻73 列伝第61